# Дьюар, Дональд
Дональд Дьюар (англ. Donald Campbell Dewar; 21 августа 1937 — 11 октября 2000) — шотландский политический деятель. В качестве члена лейбористской партии представлял Шотландию в парламенте Великобритании сначала с 1966 по 1970 год, а затем снова с 1978 до своей смерти в 2000 году. Первый министр Шотландии. Работал в кабинете Тони Блэра, как министр по делам Шотландии в 1997—1999 годах и сыграл важную роль в создании шотландского парламента в 1999 году. Возглавлял шотландскую Лейбористскую партию на первых выборах в шотландский парламент. Дональд Дьюар был избран как член парламента и как первый министр Шотландии.

## Биография
Дональд Дьюар родился в Глазго, образование получил в университете Глазго. После учёбы начал карьеру адвоката, в первые избрался в Палату общин от города Абердин в 1966 году в возрасте 28 лет. В 1970 году не смог переизбираться, вернулся в парламент в 1978 году от Глазго.
20 июля 1964 года женился на Марии Элисон Макнейр, в браке у них родилось двое детей. В 1972 году жена ушла от Дональда Дьюара к шотландскому юристу Дерри Ирвину, в 1973 году состоялся развод.
10 октября 2000 года Дональд Дьюар потерял сознание, поначалу его самочувствие было нормальным, но на следующий день он скончался от обширного инсульта. Врачи предполагали что инсульт мог быть вызван приёмом антикоагулянтов в поддерживающей терапии после перенесённой операции на сердце.